# Rory Culkin
Rory Hugh Culkin (New York, 21 juli 1989) is een Amerikaans acteur en is een jongere broer van Macaulay Culkin en Kieran Culkin.
Culkin werd geboren als zoon van Patricia Brentrup en Christopher Culkin. Hij is de jongste van zeven kinderen; hij heeft vier broers, Shane Arliss Culkin (1976), Macaulay Carson (1980), Kieran Kyle (1982) en Christian Patrick Culkin (1987), en twee zussen, Dakota Ulissa Culkin (1979 - 2008) en Quinn Kay Culkin (1984). Culkin is tevens een neef van actrice Bonnie Bedelia, een zuster van vader Culkin.
Culkin begon met acteren, vaak in een kleine rol naast zijn oudere broers, meestal als jongere versie van hun personages, zoals in Richie Rich en The Good Son. Rory's doorbraak kwam met zijn dramatische rol in You Can Count on Me naast Laura Linney en Mark Ruffalo. Hij won er een Young Artist Award voor. Hij verscheen vervolgens in Signs met Mel Gibson en de wat onafhankelijke films The Chumscrubber, Down in the Valley en Mean Creek, voor deze film kreeg de gehele cast een Independent Spirit Award. Culkin trad daarna op in verschillende televisieseries als Law and Order en Twilight Zone. In 2009 verscheen hij in de film Lymlife die geprogrammeerd staat voor het Sundance Filmfestival. Ook speelde hij Øystein Aarseth (a.k.a. Euronymous) in de film Lords Of Chaos, een film over de blackmetalband Mayhem 

## Filmografie
- 1994 Ri¢hie Ri¢h - Jonge Richie
- 2000 You Can Count on Me - Rudy Prescott
- 2002 Signs - Morgan Hess
- 2002 Igby Goes Down - 10-jaar-oude Igby
- 2002 Twilight Zone (tv serie) aflevering "Zorath the AVenger is a Friend of Mine" - Craig Hansen
- 2003 It Runs in the Family - Eli Gromberg
- 2004 Mean Creek - Sam Merric
- 2005 The Zodiac - Johnny Parish
- 2005 The Chumscrubber - Charlie Stifle
- 2005 Down in the Valley - Lonnie
- 2006 The Night Listener - Pete D. Logand
- 2008 Chasing 3000 - Roger
- 2009 Lymelife - Scott
- 2011 Scream 4 - Charlie Walker
- 2018 Lords Of Chaos - Øystein ‘Euronymous’ Aarseth
- 2023 Black Mirror (tv-serie) - Kappa